# Sueras
Sueras (hiszp. wym. [ˈsweɾas]), Suera (walenc. wym. [suˈeɾa]) – gmina w Hiszpanii, w prowincji Castellón, w Walencji, o powierzchni 22,22 km². W 2011 roku gmina liczyła 650 mieszkańców.